# Dick Cheyenne
Dick Cheyenne è una serie a fumetti di genere western pubblicata in Italia negli anni sessanta dalla casa editrice Dardo; venne ideata e disegnata da Renzo Barbieri e disegnata da Edgardo Dell'Acqua. Gli albi vennero pubblicati nel caratteristico formato a strisce tipico del periodo. Successivamente le rese vennero impiegate per pubblicare sei albi "raccoltine". Negli anni 2000 venne ristampata anastaticamente dalla Mercury in tiratura limitata sia la serie originale che quella in raccoltine.